# Похьянпало, Йоэль
Йо́эль Юлиус Ильмари По́хьянпало (фин. Joel Julius Ilmari Pohjanpalo; 13 сентября 1994, Хельсинки, Финляндия) — финский футболист, нападающий клуба «Палермо» и сборной Финляндии.

## Карьера

### В клубах

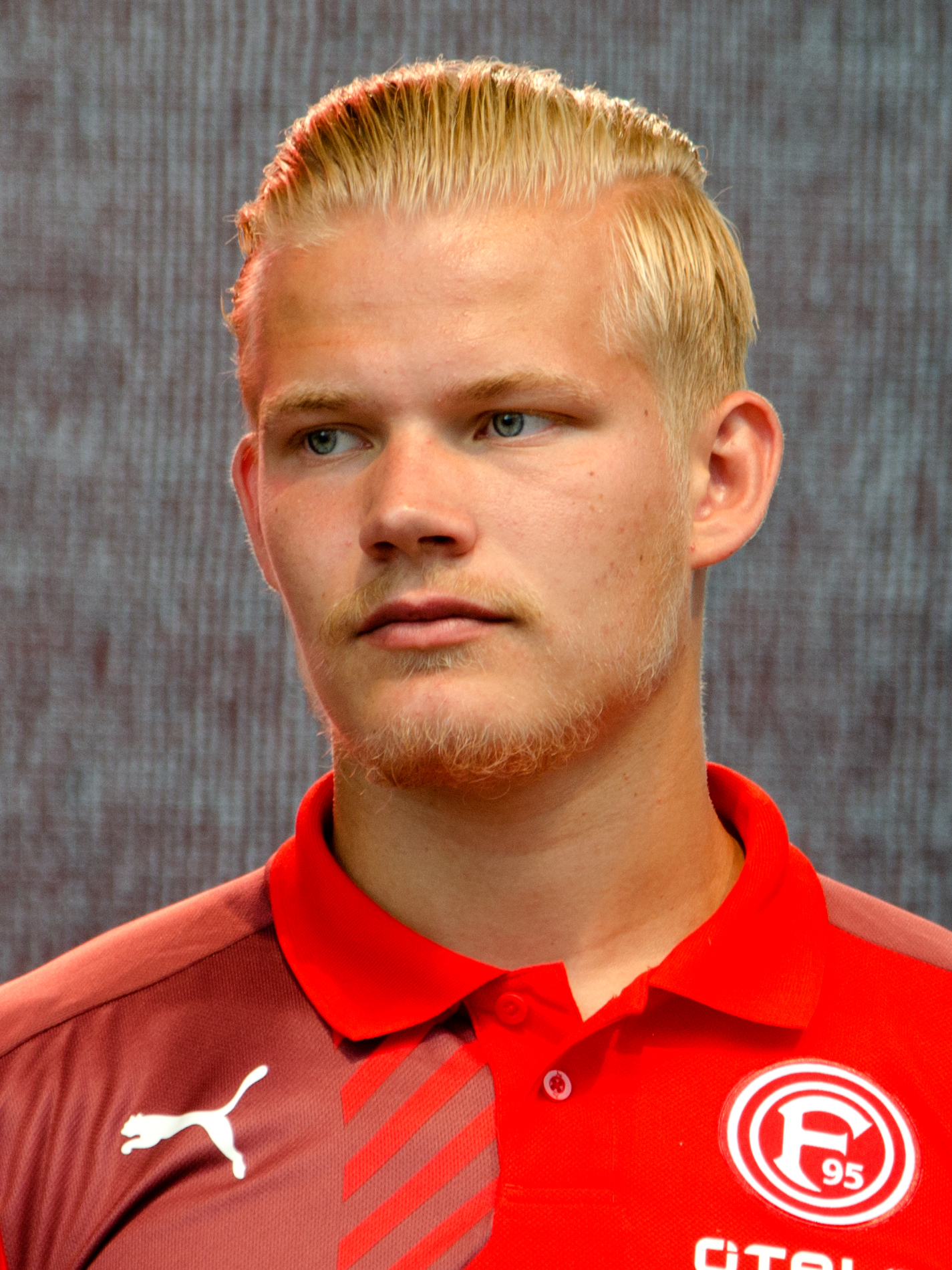
Йоэль в составе «Фортуны» (Дюссельдорф) в 2015 году

Йоэль Похьянпало является воспитанником ХИКа. В основном составе в чемпионате Финляндии он дебютировал 26 октября 2011 года, выйдя в стартовом составе на матч с командой «РоПС». На 63-й минуте Йоэль был заменён на Александера Ринга. Следующий матч в Вейккауслииге стал для Похьянпало пока лучшим в карьере. 15 апреля 2012 года он за 2,7 минуты оформил хет-трик, поразив ворота «Мариехамна».
В сезоне 2013/14 выступал в команде Второй Бундеслиги «Аален». Летом 2014 года был отдан в аренду на 2 года в клуб Второй Бундеслиги «Фортуну» из Дюссельдорфа. После возвращения с аренды, Похьянпало был внесен «Байером» в заявку на участие в Бундеслиге 2016/17. Дебют Похьянпало состоялся уже в 1-м туре, когда он вышел на замену 78-й минуте матча, а уже через минуту забил свой первый мяч за «Байер». 10 сентября 2016 года в матче Бундеслиги с «Гамбургом», выйдя на замену на 72-й минуте, оформил хет-трик и принёс своей команде волевую победу 3:1.
24 января 2020 года на правах аренды перешёл в «Гамбург» из Второй Бундеслиги, за который сыграл 14 матчей и забил 9 мячей. 30 сентября 2020 года был арендован берлинским «Унионом» из Бундеслиги. В 19 матчах сезона 2020/21 забил 6 мячей.

### В сборных
С 2011 года Йоэль выступает за различные юношеские сборные своей страны. В команде до 17 лет он провёл 1 матч, в юношеской до 19 лет 4 матча, забив 1 гол.
В национальной сборной дебютировал в возрасте 18 лет и 2 месяцев 14 ноября 2012 года в товарищеской игре против Кипра (3:0). 5 марта 2014 года забил первый мяч за сборную в ворота Венгрии в товарищеском матче (2:1). Осенью 2015 года в отборочном турнире Евро-2016 забил по мячу во ворота сборных Греции, Фарер и Румынии. В отборочном турнире чемпионата мира 2018 года забил по мячу сборным Украины (1:2) и Турции (2:2). 31 марта 2021 года забил два мяча сборной Швейцарии в товарищеском матче (2:3).
12 июня 2021 года забил победный мяч в ворота сборной Дании (1:0) на чемпионате Европы. Это был первый гол в истории сборной Финляндии на чемпионатах Европы и мира, оказавшийся единственным у финнов на том турнире.

## Достижения

### Командные
ХИК
- Чемпион Финляндии (3): 2011, 2012, 2013
- Обладатель Кубка Финляндии: 2011
- Финалист Кубка Финской лиги: 2012

«Венеция»
- Бронзовый призёр Итальянской Серии B: 2023/24

### Личные
ХИК Клуби 04
- Лучший игрок сезона в группе А Финской лиги Какконен: 2011
- Лучший бомбардир в группе А Финской лиги Какконен: 2011 (33 гола)[6]

ХИК
- Лучший новичок сезона Вейккауслиги: 2012[7]

«Фортуна (Дюссельдорф)»
- Игрок месяца Второй Бундеслиги: октябрь 2014[8]

«Венеция»
- Игрок месяца Итальянской Серии B (4): апрель 2023[9], май 2023[10], февраль 2024[11], март 2024[12]
- Лучший бомбардир Итальянской Серии B (Золотая бутса) (1): 2023/24 (22 гола)[13][14]